# Aimon III de Gerbais
Pour les autres membres de la famille, voir Famille Gerbais de Sonnaz.
Aimon Gerbais de Sonnaz, mort le 6 mai 1432, est un prélat, évêque de Maurienne sous le nom de Aimon III, issu de la famille Gerbais de Sonnaz.

## Biographie

### Origines
Aimon ou Aymon Gerbais (parfois Gerbaix) de Sonnaz est dit fils de Pierre Gerbais, trésorier général du comté de Savoie,.
Le comte Amédée de Foras, dans son Armorial, donne pour parents Amblard Gerbais (de Sonnaz ou de Belley) et Aleysie de Châtillon,. Selon lui, un acte du 5 août 1427, « ne laisse pas de doute que c'est à tort qu'on le dit fils de Pierre, le trésorier général ». Noble Amblard Gerbais est membre du Conseil comtal, trésorier général (après son frère), et maître auditeur aux comptes (1386) et frère germain de Pierre Gerbais, citoyen de Belley, chevalier, conseiller à la Chambre des comptes, trésorier général de Savoie (1369).
Parmi ces frères, trois d'entre-eux — Gui (ou Guigues), Jean et Amblard — sont conseillers à la cour du comte, puis duc de Savoie Amédée VIII,,. Il est par ailleurs probablement le neveu de Pierre III de Sonnaz, évêque d'Aoste (1399-1410).
Il reçoit une formation de juriste. Il est présent dans plusieurs tractations entre sa famille et les officiers ducaux.
Toutefois, il entame une carrière ecclésiastique et on le retrouve prévôt de la cathédrale d'Aoste,,. Il est également chanoine de Saint-Pierre de Genève.

### Épiscopat
Aimon de Gerbais est désigné par le chapitre comme successeur de l'évêque de Maurienne, Amédée VI, le 3e des kalendes de novembre 1422, (Angley a donné par erreur l'année 1432), soit le 30 novembre 1422 (Grillet a donné le 30 octobre).
Au cours de la seconde année de son épiscopat, il autorise aux religieux du prieuré du Saint-Sépulcre d'Annecy, « une quête afin d'établir, aux environs de cette ville, un hôpital en faveur des pauvres malades ». Aux donateurs des indulgences seront promises.
Au cours de l'année 1426, il approuve en apposant son sceau, à Bologne, la réunion du prieuré de Poisy (Poysi), dans le diocèse de Genève, à l'abbaye d'Entremont, dépendante de Saint-Ruf ou Saint-Ruph de Valence,,.
Il se rend au concile de Bâle, mais ne semble pas y rester longtemps. En effet, il avait été chargé, par bulle papale de Martin V, en date du 8 mai 1430, de procéder avec Jean V de Bertrand, archevêque de Tarentaise, à la réformation générale et particulière du clergé du duché de Savoie, à la demande du duc Amédée VIII,,. Le château de Thonon accueille, le 6 janvier 1432, cette conférence entre les prélats de Savoie, dont les évêques d'Aoste, Oger Moriset de Conflans, et de Belley, Guillaume Didier, au cours de laquelle un acte stipulant les limites de la juridiction ecclésiastique et civil avec le duc est signé,.

### Mort et succession
Aimon de Gerbais meurt peu de temps après cette rencontre, le 6 mai 1432,,. Son corps est enseveli au pied de l'autel Saint-Anne de la cathédrale de Saint-Jean-de-Maurienne,. Il semble qu'un monument funéraire en marbre ait été réalisé par son frère, Urbain, mais dont il ne reste aucune trace.
Le Chapitre désigne son frère Urbain, doyen de la collégiale d'Annecy, pour lui succéder,, le 27 mai 1432,,. Cependant cette élection ne sera jamais validée par le pape,. Le seul acte conservé de cette nomination est une fondation en faveur de la cathédrale, au cours de l'année 1433,. Cette situation résulte du contexte particulier du concile de Bâle et de la crise conciliaire qui en résulte. Urbain de Gerbaix obtiendra en fin de compte une prébende dans le diocèse de Maurienne et portera les titres, selon Angley, de chanoine et de doyen d'Annecy. Ce dernier titre est remis en cause par Foras. Selon les archives de Thuyset, utilisées dans l’Armorial, le 5 mars 1438, il est chanoine de Maurienne et doyen de l'église cathédrale du Puy (de Podio).
L'évêque d'Aoste, Oger Moriset, est appelé à diriger le diocèse de Maurienne le 11 février 1433,.